# Třída Tonghe
Třída Tonghe (korejsky 동해급 초계함) jsou hlídkové korvety námořnictva Korejské republiky. Celá třída je určena především k hlídkování a pobřežní obraně. Celkem byly postaveny čtyři jednotky, které byly do služby přijaty roku 1983. Jihokorejské námořnictvo všechny vyřadilo. Jedno plavidlo bylo následně darováno Kolumbii.

## Stavba
Celkem byly postaveny čtyři korvety této třídy. Každou přitom postavila jiná loděnice, čímž měly všechny získat nové důležité zkušenosti.
Jednotky třídy Tonghe:
| Jméno              | Loděnice                                                             | Spuštěna | Vstup do služby    | Status                                                         |
| ------------------ | -------------------------------------------------------------------- | -------- | ------------------ | -------------------------------------------------------------- |
| Tonghe (PCC-751)   | Korea Shipbuilding Corporation (nyní Hanjin Heavy Industries), Pusan | 1982     | 10. listopadu 1983 | vyřazena                                                       |
| Suwon (PCC-752)    | Korea Takoma Shipyard (nyní Hanjin Heavy Industries), Masan          | 1982     | 20. listopadu 1983 | vyřazena                                                       |
| Kangnung (PCC-753) | Hyundai Heavy Industries, Ulsan                                      | 1983     | 30. listopadu 1983 | vyřazena                                                       |
| Anjang (PCC-755)   | Daewoo Shipbuilding & Marine Engineering, Okpo                       | 1983     | 21. prosince 1983  | po vyřazení získána Kolumbií jako ARC Nariño (CM-55), aktivní. |

## Konstrukce

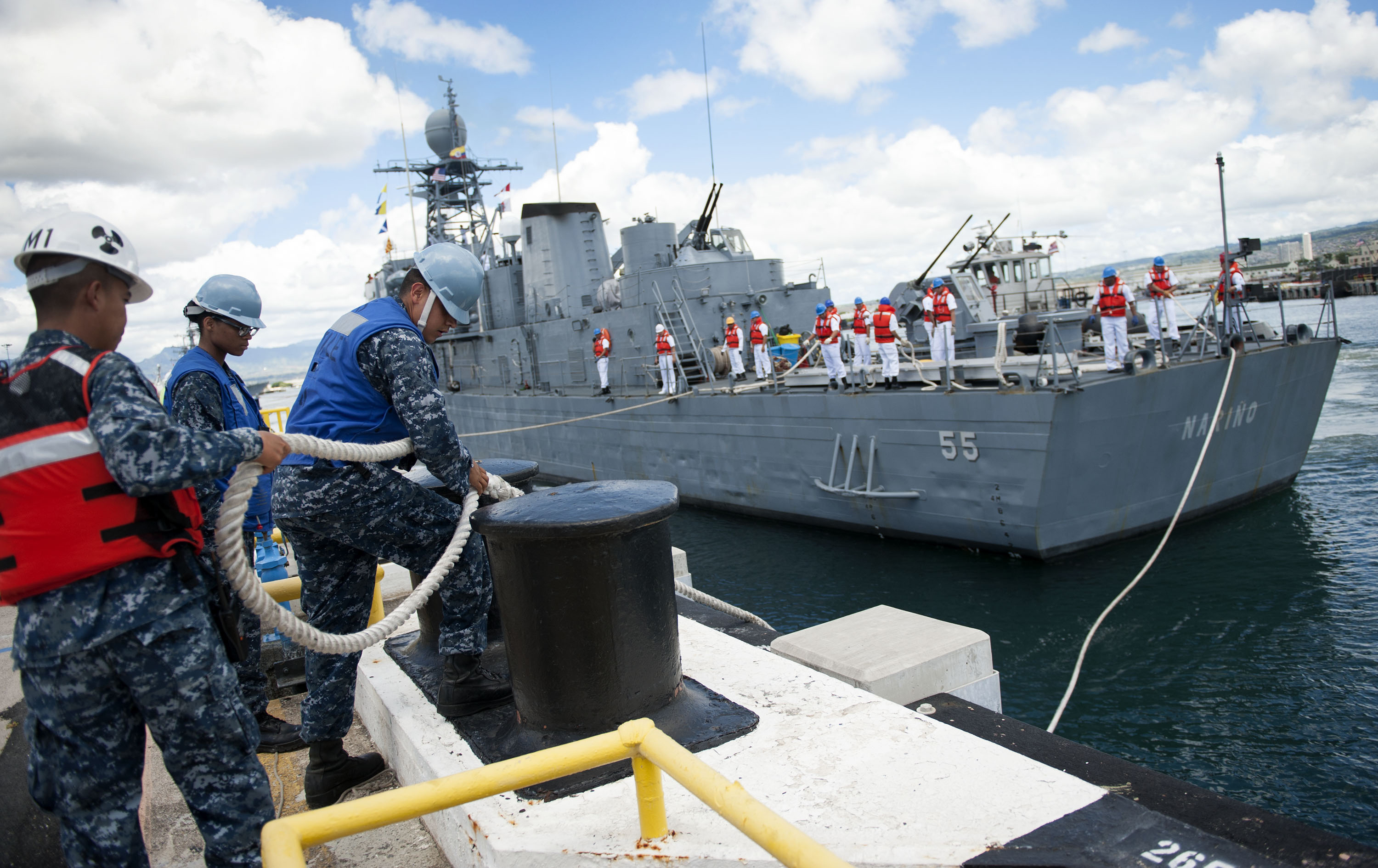
ARC Nariño (CM-55)

Korvety byly vybaveny trupovým sonarem Signaal PHS-32, vyhledávacím radarem Raytheon SPS-64, střeleckým radarem Signaal WM-28, oprotronikou Signaal LIOD, bojovým řídícím systémem Signaal SEWACO ZK. Výzbroj tvořil jeden 76mm kanón OTO Melara ve věži na přídi, dále jeden 40mm dvojkanón Bofors a dva 30mm dvojkanóny ve věžích Emerson. Plavidla dále nesla dva trojhlavňové 324mm protiponorkové torpédomety pro torpéda Mk 46 a skluzavky pro 12 hlubinných pum Mk IX. Pohonný systém je koncepce CODOG. Při plavbě ekonomickou rychlostí lodě poháněly dva diesely MTU 12V 956TB82 o výkonu 6260 hp, zatímco v bojové situaci diesely byly vypnuty a korvety poháněla jedna plynová turbína General Electric LM2500 o výkonu 26820 hp. Lodní šrouby byly dva. Nejvyšší rychlost dosahovala 31 uzlů a dosah 4000 námořních mil při rychlosti 15 uzlů.

## Zahraniční uživatelé
Vyřazená korveta Anyang byla darována Kolumbii, která ji provozuje jako ARC Nariño (CM-55). Před předáním koncern Thales Group provedl modernizaci bojového řídícího systému a systému řízení palby.